# Jon Bluming

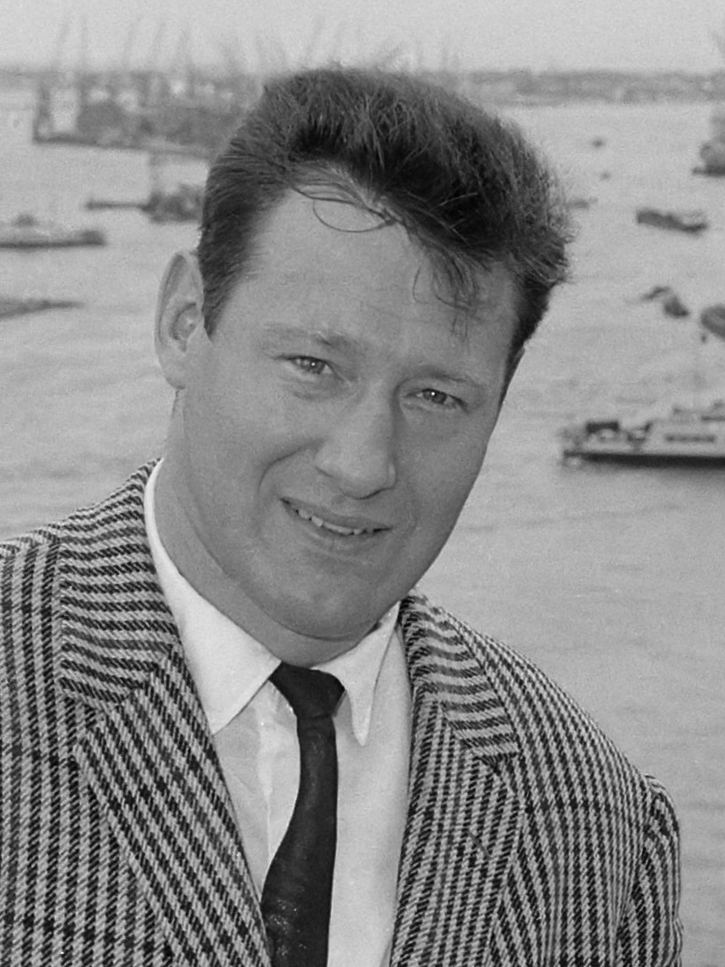
Jon Bluming (1965)

Johannes Cornelius „Jon“ Bluming (* 6. Februar 1933 in Amsterdam; † 17. Dezember 2018) war ein niederländischer Meister der traditionellen japanischen Kampfkünste (Budo) und hoch graduiert im Bojutsu, Iaijutsu, Jōdō, Judo, Karate und Kendo.

## Leben
Als Schüler des Judo-Pioniers Dr. Ger F. M. Schutte studierte er 1950 im Korean Yudo College (KYC) in Seoul unter der Leitung von Choi In-Do. Nach Ende des Koreakrieges, an dem Bluming als Angehöriger der UN-Streitkräfte aktiv teilnahm, setzte er sein Judo-Studium auf Empfehlung des renommierten Budo-Historikers Donn F. Draeger in der japanischen Hauptstadt Tokio fort. 1958 erfolgte dort seine Aufnahme in die berühmte Kenshusei, einer Spezialklasse für die 25 besten Mitglieder des Judo-Instituts Kōdōkan (Jūdō), die zu jener Zeit unter der Leitung von Kyuzo Mifune stand. 1960 belegte er den 3. Platz bei den nationalen olympischen Judo-Ausscheidungskämpfen (nach den späteren olympischen Medaillengewinnern Akio Kaminaga und Isao Inokuma) und begann danach ein intensives Budo-Studium: Nihon-Den Kobudo unter Ichitaro Kuroda und Takaji Shimizu sowie Karate im Stil des Kyokushinkai unter Masutatsu Oyama, dessen Meisterschüler er wurde.
Der Niederländer war 1964 maßgeblich am Aufbau der International Karate Organization (IKO) beteiligt und der erste Ausländer, der Karate im Ursprungsland unterrichtete. Bluming, später einer der ranghöchsten Judoka und Pionier des Kyokushinkai in Europa (1961), erhielt 1965 als erster nicht-japanischer Karateka den 6. Dan und 1994 den 10. Dan. Der ehemalige niederländische und belgische Karate-Nationaltrainer gründete 1962 die Nederlandse Karate Associatie (NKA), 1968 die Europäische Karate Organisation (EKO) und 1996 nach dem Ausscheiden aus der IKO die International Budo Kaikan (IBK).
Er wirkte in zahlreichen Filmproduktionen mit, veröffentlichte 1967 zwei Fachbücher (Kyokushinkai Karate 1/2. Co-Autor Kenji Kurosaki) und 1999 seine Biographie (The History of Jon Bluming).

## Filmografie (Auswahl)
- 1966: Modesty Blaise – Die tödliche Lady (Modesty Blaise)